# Staudrucksonde (Annubar-Prinzip)
Eine Staudrucksonde nach dem Annubar-Prinzip (auch Annubar, Ellison-Annubar, S-Type Staurohr oder integrierendes Staurohr) ist eine Sonderform des Pitotrohres, die im Anlagenbau und in der Verfahrenstechnik zur Durchflussmessung verwendet wird.

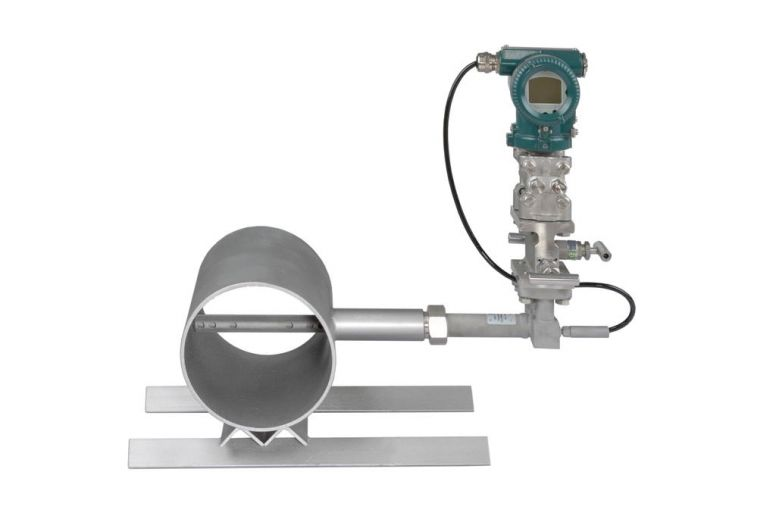
Staudrucksonde in Rohrleitung

## Prinzip
Diese Staudrucksonden werden zur Durchflussmessung von gasförmigen oder flüssigen Fluiden wie Luft, Erdgas, Dampf, Wasser etc. in Rohrleitungen und Kanälen verwendet. Staudrucksonden haben mehrere Öffnungen (meist Bohrungen) in und gegen die Strömungsrichtung. An den Öffnungen entgegen der Strömungsrichtung entsteht ein dynamischer Überdruck {\displaystyle p_{dyn1}} (der sogenannte Staudruck), an den Öffnungen in Strömungsrichtung entsteht ein dynamischer Unterdruck {\displaystyle p_{dyn2}}. Innerhalb der Staudrucksonde werden die an den Wirkdrucköffnungen anliegenden Drücke gemittelt und außerhalb der Staudrucksonde gemessen. Der außerhalb der Staudrucksonde gemessene Differenzdruck {\displaystyle dp} ist die Differenz zwischen dem dynamischen Überdruck und dem dynamischen Unterdruck:
{\displaystyle {\begin{aligned}dp&=p_{1}-p_{2}\\p_{1}&=p_{\text{stat}}+p_{\text{dyn1}}\\p_{2}&=p_{\text{stat}}+p_{\text{dyn2}}\\dp&=p_{\text{dyn1}}-p_{\text{dyn2}}\end{aligned}}}
- {\displaystyle dp} – Differenzdruck
- {\displaystyle p_{1}} – Gesamtdruck 1
- {\displaystyle p_{2}} – Gesamtdruck 2
- {\displaystyle p_{\text{dyn1}}} – dynamischer Überdruck
- {\displaystyle p_{\text{dyn2}}} – dynamisches Vakuum

Durch die Mittelungsfunktion dieses Staurohrtypus kann die Staudrucksonde gestörte Strömungsprofile, wie sie im Rohrleitungsbau hinter Einbauten oder Umlenkungen vorhanden sind, besser korrigieren und den Durchfluss genauer erfassen, als dies bei einer Einpunktmessung der Fall ist.

## Berechnungsgrundlagen
Die Durchflussberechnung nach dem Staudruckprinzip leitet sich aus dem Energieerhaltungsgesetz her. Im Anströmpunkt (Staupunkt) der Staudrucksonde wird die Strömung gebremst und wandelt ihre kinetische Energie (Geschwindigkeit) in potentielle Energie (Druck) um.
Aus dem gemessenen Differenzdruck lässt sich der Durchfluss des Fluids errechnen:
{\displaystyle q_{m}=K\epsilon {\frac {\pi }{4}}d_{i}^{2}{\sqrt {2dp\rho }}}
Hierin sind:
- {\displaystyle q_{m}} – Massenstrom (bzw. Massendurchfluss)
- {\displaystyle K} – dimensionslose Kalibrierkonstante der Staudrucksonde (K-Zahl)
- {\displaystyle \epsilon } – Expansionszahl
- {\displaystyle d_{i}} – Innendurchmesser der Rohrleitung
- {\displaystyle dp} – Differenzdruck
- {\displaystyle \rho } – Dichte des Fluids

Die dimensionslose Kalibrierkonstante {\displaystyle K} wird von den unterschiedlichen Herstellern für ihre Staudrucksonden ermittelt und dem Benutzer mitgeteilt. Ein typischer Wert liegt zwischen 0,62 und 0,68.
Die Expansionszahl {\displaystyle \epsilon } korrigiert die Dichteänderung des Fluids durch den Druckverlust an der Staudrucksonde. Für inkompressible Fluide (Flüssigkeiten) ist {\displaystyle \epsilon =1}; bei kompressiblen Fluiden wird {\displaystyle \epsilon } kleiner 1, bleibt aber typischerweise im Bereich {\displaystyle 0{,}97<\epsilon <1}.
Die Dichte {\displaystyle \rho } des Fluids ist die Dichte unmittelbar vor der Staudrucksonde.

## Bauformen
Staudrucksonden nach dem Annubar-Prinzip unterscheiden sich hinsichtlich Messprofil und Anschlussbauform.
Das Messprofil einer Staudrucksonde ist der in der Rohrleitung befindliche umströmte Teil. Von außen sichtbar ist der Anschlussteil, mit dem die Staudrucksonde in die Rohrleitung eingebaut wird und Messgeräte wie Differenzdruckmessumformer, Druck- oder Temperaturmessumformer angebaut werden.

## Anwendungen/Einsatzgrenzen
Staudrucksonden nach dem Annubarprinzip sind vor allem in verfahrenstechnischen Anlagen im Einsatz, also zum Beispiel in Kraftwerken, in chemischen und petrochemischen Anlagen, in Brauereien, Verbrennungsanlagen und Kläranlagen. Da Staudrucksonden Totvolumina aufweisen, werden sie in der Regel nicht für Lebensmittel oder andere sensible Produkte eingesetzt, sondern primär für Hilfsmedien wie Dampf, Druckluft, Heizwasser, Thermoöl, Rauchgas etc.
Vorteilhaft gegenüber klassischen dp-Messverfahren wie Blenden, Venturis oder Düsen, ist der einfachere Einbau und der geringe Druckverlust (bzw. Energieverlust).
Klassische Primärelemente haben dagegen den Vorteil, international genormt und standardisiert zu sein (ISO 5167). Preiswert ist der Einsatz von Staudrucksonden insbesondere bei großen Rohrleitungen, da sich der Preis von Staudrucksonden näherungsweise linear mit dem Durchmesser entwickelt, der von klassischen Primärelementen dagegen quadratisch oder kubisch.